# San Pablo Anicano
San Pablo Anicano är en kommun i Mexiko.   Den ligger i delstaten Puebla, i den sydöstra delen av landet, 180 km sydost om huvudstaden Mexico City. Antalet invånare är 3 554. Arean är 97 kvadratkilometer.
Terrängen i San Pablo Anicano är kuperad västerut, men österut är den platt.
Följande samhällen finns i San Pablo Anicano:
- Mixquitlixco
- San Miguel Tulapa
- San Rafael
- Pedregoso